# Casillas de Díaz
Casillas de Díaz es una aldea situada en el Valle del Guadalhorce entre los términos municipales de Cártama y Pizarra de la provincia de Málaga, España. Apenas 6 familias la habitan de manera regular y una treintena más lo ocupa en fines de semana y días esporádicos.
La peculiaridad de esta aldea reside en haber estado abandonada durante décadas. Aunque sus viejas casas están siendo compradas y reconstruidas por particulares, presenta un aspecto de pueblo antiguo.

## Historia
Los orígenes de esta aldea se remontan a 1847, cuando se construyó la primera casa que pertenecía a Antonio Díaz. Esta aldea fue creciendo con la construcción de más caseríos. Se calcula que a principio del siglo XX fue habitado por cerca de 200 habitantes. Pero en las décadas de 1950 y 1960 los vecinos empezaron a marcharse a núcleos cercanos como Zalea, Cerralba y Sierra de Gibralgalia cuando la agricultura y la ganadería empezaron a escasear.
El pueblo quedó abandonado hasta finales de la década de 1990, cuando algunos compradores empezaron a interesarse por los caseríos del pueblo. Estos nuevos vecinos, algunos de ellos extranjeros, están reconstruyendo las casas, reparando los accesos y dotando a la aldea de suministro eléctrico y agua.

## Jurisdicción
Casillas de Díaz formaba parte de Gibralgalia cuando esta era una Entidad Local Autónoma. Después, este territorio fue dividido y repartido entre los términos municipales de Cártama y Pizarra quedando ahora la aldea dividida.